# Lisa Maskell
Lisa Maskell, geborene Elisabeth Henkel, (* 1. Mai 1914 in Düsseldorf; † 29. August 1998) war eine deutsche Stifterin aus der Unternehmerfamilie Henkel.

## Leben und Wirken
Lisa Maskell war die Tochter des Industriellen Hugo Henkel und seiner Ehefrau Gerda, geb. Janssen, einer Tochter des Bildhauers Karl Janssen. Ihr Großvater Fritz Henkel war 1876 Gründer der Firma Henkel. In ihrer Jugend war sie Schülerin des Bildhauers Ewald Mataré. 1935 heiratete sie in zweiter Ehe den Architekten Ernst Petersen (1906–1959). Aus dieser Ehe stammen die Töchter Anette (1936–1999) und Ursula (* 1938). 1936/37 errichtete ihr Mann als Wohnhaus das Haus Petersen in Berlin-Dahlem mit einem Bildhaueratelier für sie.
Lisa Maskell stiftete im Juni 1976 die Gerda Henkel Stiftung zum Gedenken an ihre Mutter Gerda Henkel mit Sitz in der Malkastenstraße 15 in Düsseldorf, dem Stadthaus ihrer Eltern.  Sie widmete ihre Stiftung der Förderung der Geisteswissenschaften, insbesondere den historischen Wissenschaften Geschichte, Archäologie, Kunstgeschichte, historische Islamwissenschaften und Rechtsgeschichte. Von der Gründung bis zu ihrem Tode war sie Vorsitzende des Kuratoriums der Stiftung. 

## Ehrungen
1986 wurde sie Ehrenmitglied des Deutschen Archäologischen Instituts. Im Jahr 2003 wurde ein Hörsaal der Philosophischen Fakultät der Universität Düsseldorf nach ihr benannt.
Seit 2014 vergibt die Gerda Henkel Stiftung Lisa-Maskell-Stipendien zur Förderung junger Geisteswissenschaftler aus Afrika und Südostasien. Auch das seit 2010 bestehende L.I.S.A. – Das Wissenschaftsportal der Gerda Henkel Stiftung wurde nach ihr benannt.